# Granacka Przełęcz
Granacka Przełęcz (słow. Granátové sedlo, Granátová štrbina, niem. Granatenscharte, węg. Gránát-csorba, 2145 m) – wąska i głęboka przełęcz w długiej wschodniej grani Świnicy w polskich Tatrach Wysokich, pomiędzy Skrajnym Granatem (2225 m) a Wielką Orlą Turniczką (2162 m) – wyższą z Orlich Turniczek.

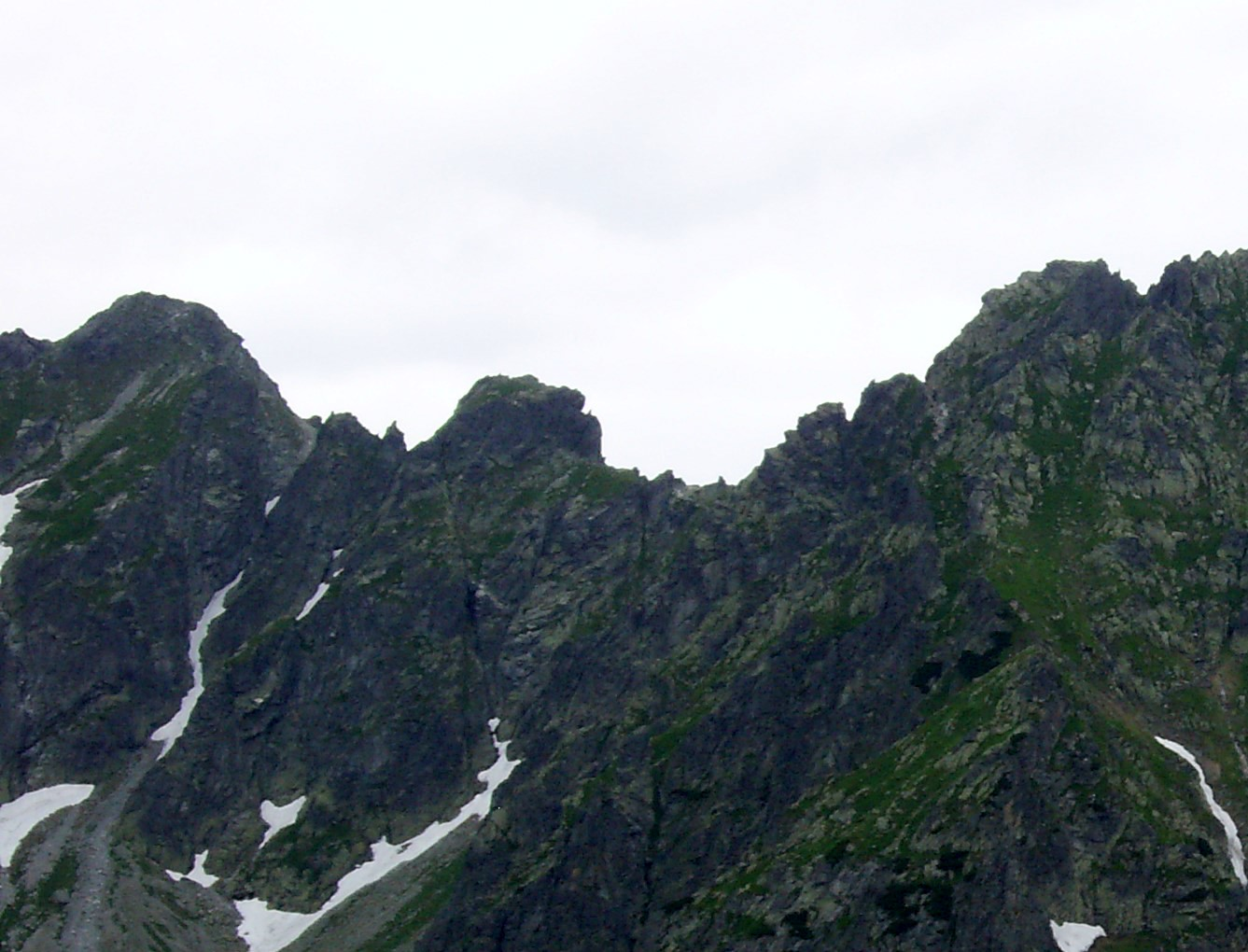
Od lewej: Skrajny Granat, Granacka Przełęcz, Orle Turniczki, Orla Baszta, Pościel Jasińskiego, Buczynowe Czuby, Przełęcz Nowickiego, Wielka Buczynowa Turnia

Przełęcz leży na szlaku Orlej Perci. Zejście ze Skrajnego Granatu na Granacką Przełęcz jest bardzo strome i ubezpieczone łańcuchem i długimi kotwami. Do 2012 roku zdarzyły się tutaj 4 wypadki śmiertelne. W drugą stronę szlak prowadzi północno-wschodnimi stokami Wielkiej Orlej Turniczki, odcinek ten jest eksponowany, dość trudny do przejścia i również ubezpieczony łańcuchami. Do 2012 roku na tym odcinku Orlej Perci 1 wypadek śmiertelny.
Od południowej strony jej stoki opadają do Dolinki Buczynowej, od północnej do Zadnich Usypów w dolinie Pańszczycy. Przełęcz używana jest do przejścia między tymi dolinami bardzo rzadko, ponieważ dużo wygodniejsza jest droga przez Krzyżne. Do obydwu tych dolinek schodzą spod przełęczy żleby. Ich przejście, jeśli nie ma śniegu, jest łatwe. Nie prowadzą przez nie szlaki turystyczne, żleby te mogą jednak być traktowane jako awaryjne zejście do dolin (np. w razie załamania pogody). Żleb opadający do Dolinki Buczynowej jest kruchy, długo zalega w nim śnieg, a przy dużym ruchu turystycznym z Orlej Perci spadają do niego kamienie. Lepsze jest zejście żlebem do Pańszczycy. Śnieg zalega w nim zwykle do końca lipca.
Pierwsze odnotowane wejście:
- latem – Janusz Chmielowski, 6 września 1899 r.,
- zimą – Mariusz Zaruski, Aleksander Litwinowicz, 14 marca 1910 r. (przy przejściu Orlą Percią)[2].

Wejście obydwoma żlebami na Granacką Przełęcz przez taterników ocenione jest na 0 stopień trudności w skali tatrzańskiej. Dla taterników istnieje też skrótowe przejście z Granackiej Przełęczy na Wyżnią Pańszczycką Przełączkę prowadzące zachodem w północno-wschodniej ścianie Skrajnego Granatu. Władysław Cywiński pisze o nim; wszyscy słyszeli, że jest, nikt nie używa.

## Szlaki turystyczne
(Orla Perć) przebiegający granią główną z Zawratu przez Kozi Wierch, Granaty, Granacką Przełęcz i Buczynowe Turnie na Krzyżne.
- Czas przejścia z Zawratu na Krzyżne: 6:40 h
- Czas przejścia z Krzyżnego na Kozi Wierch (część Zawrat – Kozi Wierch jest jednokierunkowa): 3:35 h.